# Stiepan Kuczerow
Stiepan Grigorjewicz Kuczerow (ros. Степан Григорьевич Кучеров; ur. 31 lipca?/13 sierpnia 1902 we wsi Olszanka w gubernii saratowskiej, zm. 30 marca 1973 w Moskwie) – radziecki admirał (nominacja z 8 lipca 1945).

## Życiorys
W 1922 wstąpił do radzieckiej Marynarki Wojennej, w 1925 – do WKP(b).
W 1926 ukończył Szkołę Marynarki Wojennej im. M. Frunzego, w 1929 specjalne kursy kadry dowódczej radzieckiej Marynarki Wojennej, w 1939 Akademię Marynarki Wojennej, w 1950 Wojskową Akademię Sztabu Generalnego.
Od 1927 pełnił służbę jako dowódca kutra bojowego, następnie dowódca dywizjonu kutrów bojowych Dnieprowskiej Flotylli Wojskowej. Od 1929 był flagowym chemikiem sił morskich Morza Kaspijskiego, a od 1929 – Morza Czarnego. W latach 1939–1940 był szefem rady morskiej grupy Frontu Bałtyckiego w Tallinie (Estonia). Od lutego 1940 był szefem sztabu, a od marca 1940 dowódcą bazy marynarki wojennej w Paldiski; brał udział w wojnie radziecko-fińskiej.
Od sierpnia 1940 do 7 marca 1943 był szefem sztabu Floty Północnej; po ataku Niemiec na ZSRR uczestniczył w kierowaniu siłami floty w obronie wybrzeża, obronie operacji morskich i niszczeniu morskich komunikacji nieprzyjaciela. Od 11 marca 1943 do 30 sierpnia 1944 był dowódcą Białomorskiej Flotylli Wojskowej. Od 12 września 1944 był szefem Zarządu Operacyjnego Głównego Sztabu Morskiego, od 21 kwietnia 1945 szefem Głównego Sztabu Morskiego Marynarki Wojennej; kierował przygotowaniem i przeprowadzeniem szeregu operacji.
Od 18 lutego 1946 był dowódcą Kaspijskiej Flotylli Wojskowej, a od 1950 szefem fakultetu Wyższej Akademii Wojskowej im. Woroszyłowa. Od 1953 był szefem Zarządu Szkolnictwa Marynarki Wojennej ZSRR. Od 1963 profesor – konsultant Rady Naukowej Akademii Marynarki Wojennej, w 1967 przeszedł do rezerwy.